# 衛宮さんちの今日のごはん
『衛宮さんちの今日のごはん』（えみやさんちの きょうのごはん）は、TAaによる日本の漫画。『ヤングエース』のWebコミック配信サイト『ヤングエースUP』（KADOKAWA・角川書店レーベル）にて2016年2月9日から連載中。

## 概要
TYPE-MOONのビジュアルノベル作品『Fate/stay night』を題材とした派生作品の一つ。本作はハードなストーリーが展開される原作とは一線を画し、舞台である「冬木市」での平和な日常が続くパラレルストーリーという位置付けになっている。物語の中核を成しているのは「料理」であり、主人公である衛宮士郎が自身と関わり合いのある人物たちに手料理を作り食べさせてあげるという展開が続く。料理については毎回きちんとした調理の仕方とレシピが漫画内で描かれており、この監修には只野まことが専門で就いている。作品のPRには「Fate×料理」というフレーズが使われている。
2017年12月31日からアニメ化、月毎で配信された(後述)。

## 世界設定
料理漫画という体を成しているため、本来の聖杯戦争については一切描かれておらず、登場するマスター全員に令呪はない。
凛と桜の姉妹関係が主要人物に明らかになっている、桜とライダーが居住や行動を共にしている、ランサーがバイトをしている、ランサーと大河に面識がある、など、原作外伝の『Fate/hollow ataraxia』と似た世界観となっているが、ギルガメッシュが子どもの姿をしていない(番外編13で登場)、言峰綺礼が生存している、カレンとアヴェンジャーが登場していない、などの相違点がある。ただし、バゼットは番外編9に登場している。
一部エピソードでは年少時代を舞台にすることもある。

## 登場キャラクター
衛宮士郎（えみや しろう）
声 - 杉山紀彰、野田順子（少年）
本作の主人公。サーヴァント「セイバー」のマスター。手先が器用だが、本作では特に「料理が得意」という一点が強調されている。大体の料理は作れるが、幼少時のトラウマで中華料理だけは「辛いだけで味は一緒」という意識が抜けず、比較的苦手としている。
セイバー
声 - 川澄綾子
本作の準主人公兼ヒロイン。士郎のサーヴァント（シリーズ作品の設定では「聖杯戦争」なる秘儀を行うために召喚された英霊）。料理は何でも美味しくいただくが、士郎の手料理は特に大好物。
セイバーオルタ
反転したセイバー。味覚も反転しているため、士郎の手料理をまずいと切り捨て、ジャンクフードを好む。アホ毛がない。
間桐桜（まとう さくら）
声 - 下屋則子
士郎と同じ学校に通う、1学年下の少女。割と良く士郎の家に来る。
ライダー
声 - 浅川悠
間桐家のサーヴァント。桜とは姉妹のように仲が良い。骨董品店で働いている。
イリヤスフィール・フォン・アインツベルン（Illyasviel von Einzbern）
声 - 門脇舞以
愛称「イリヤ」。郊外の城に住んでいる。士郎を兄のように慕う少女だが、続柄としては士郎の義理の姉にあたる。
バーサーカー
イリヤのサーヴァント。本作では森でクリスマスツリー用の木を採ってイリヤの城まで運んでいる。またアニメではイリヤと雪だるまを作ったりしており、イリヤの良き遊び相手ともなっている。
藤村大河（ふじむら たいが）
声 - 伊藤美紀、金元寿子（学生）
士郎に対して姉のように接する、色々な意味で豪快な女性。実家が士郎の家の敷地の地主でもあり、切嗣の生前時から自分の家のようによく来ている。ランサーとも面識があり、良き飲み仲間である。
遠坂凛（とおさか りん）
声 - 植田佳奈
士郎と同じ学校に通う少女で、桜の実の姉。士郎とは聖杯戦争を通じて親しくなった。料理のレパートリーは中華料理が多い。本作中では誕生日プレゼントの返礼として、名目上の保護者である言峰綺礼に、彼の激辛好きに合わせた中華料理を振舞ったことが発端であるエピソードがある。
アーチャー
声 - 諏訪部順一
凛のサーヴァント。士郎と同じく器用で料理上手だが、主に士郎が料理パートに登場しない番外編や特別編にて料理を担当しており、「番外編で輝く男」と注釈されている。士郎とは直接的な接触はないと公式における明言があるが、プールの回ではアーチャーの顔が明確に描写されていないものの、ビーチバレーで対戦しており、また、料理の腕前では互いに意識し合っている。
アニメ版でも、メインとして料理を担当する11話はアニメ・オリジナルエピソード回になっている。
ランサー
声 - 神奈延年
サーヴァント。冬木の町で魚屋の店員をしており、町に馴染んでいる。アニメでは他に花屋の配達員、カフェのボーイとしても登場しており、複数の仕事を掛け持ちしている。大河とも面識があり、「大河の姉ちゃん」と呼ぶなど良き飲み仲間である。
アサシン
声 - 三木眞一郎
サーヴァント。いつも柳洞寺の門で佇むが、実体化していないので霊感のある人間しか視認できていない。三枝と仲が良い。
間桐慎二（まとう しんじ）
声 - 神谷浩史
桜の義兄で、士郎とは独特の距離感の友人。本作では士郎と知り合うきっかけとなった場面が詳細に描かれている。
葛木宗一郎（くずき そういちろう）
声 - てらそままさき
士郎の学校の先生。柳洞寺に住んでいる。
キャスター
声 - 田中敦子
葛木のサーヴァント兼妻。本作においては、いかにも新妻というふるまいで、些事にも一喜一憂しながら葛木に尽くしており、夫のために美味しい手料理を作りたいという思いから、士郎にたびたび教えを乞う。
柳洞一成（りゅうどう いっせい）
声 - 真殿光昭
士郎達の同級生で生徒会長。士郎の友人でもある。実直で真面目。柳洞寺の息子でもある。
柳洞零観（りゅうどう れいかん）
声 - 志村知幸
一成の実兄。一成から零観兄（れいかんあに）、音子かられーくんと呼ばれる。
リズ / リーゼリット、セラ
声 - 宮川美保（リズ）、七緒はるひ（セラ）
イリヤの家の世話係女性たち。
蛍塚音子（ほたるづか おとこ）
声 - 野田順子
士郎のバイト先である新都の居酒屋「コペンハーゲン」の一人娘。自分の名前が嫌いで「ネコさん」と呼ばせる。士郎のことは「エミヤん」と呼んでおり、大河、零観とも高校生の時からの付き合いだが、士郎は長くそうだとは知らなかった。番外編では成り行きでアーチャーに料理を教わっている。
氷室鐘（ひむろ かね）
声 - 中川里江
遠坂凛のクラスメート。冷静沈着な性格でメガネ美人。陸上部に所属し、専門は走り高跳びだが、本人は絵画が趣味。
蒔寺楓（まきでら かえで）
声 - 結下みちる
凛のクラスメート。褐色肌で和服の似合う日本美人。凛とはいわゆる悪友で、凛が地を出しているのは美綴と蒔寺くらい。大雑把な性格だが、趣味は風鈴集めと至って和風趣味。怪談が苦手。よく凛と骨董めぐりなどをしている。
三枝由紀香（さえぐさ ゆきか）
声 - 中尾衣里
凛のクラスメート。いつも友人の蒔寺楓や氷室鐘と一緒に行動している。凛に憧れに近い感情を持っており、手作りの弁当を引っさげて一緒に昼食をとろうと誘っているが、その天然で和やかな性格から、猫を被っている凛には警戒されている。本来は料理が好きだったのだが、蒔寺に誘われて陸上部のマネージャーをやっている。本人は至って運動音痴。霊感があり、柳洞寺山門に侍うアサシンを知覚し知り合いになる。
ギルガメッシュ
過去の聖杯戦争で受肉したサーヴァント。言峰綺礼が神父として赴任している聖堂教会に住んでいる。
衛宮切嗣（えみや きりつぐ）
声 - 小山力也
士郎の養父で、イリヤの実父。故人
アイリスフィール・フォン・アインツベルン
イリヤの母。故人。
バゼット・フラガ・マクレミッツ
冬木の聖杯戦争に参加する予定だった封印指定執行者。番外編9にて初登場。
作中のセリフや6巻カバー裏絵から、提供までの時間が短いという理由で主にファストフードを選択している様子がみられる。

### カルデアごはん
同シリーズのロールプレイングゲーム『Fate/Grand Order』を舞台にした番外編。
マシュ・キリエライト
シールダーのデミ・サーヴァント。
エミヤ
アーチャーのサーヴァント。エミヤは本編のアーチャーの真名。
ブーディカ
ライダーのサーヴァント。
先輩（せんぱい）
マシュを始めとしたカルデアに住まう英霊のマスター。本作では男性。

## 書誌情報
- TAa（漫画）、TYPE-MOON（原作）、只野まこと（料理監修） 『衛宮さんちの今日のごはん』 KADOKAWA〈角川コミックス・エース〉、既刊11巻（2025年3月25日現在）
  1. 2017年1月26日発売[2]、ISBN 978-4-04-105231-0
  2. 2017年12月26日発売[3]、ISBN 978-4-04-106391-0
  3. 2018年9月26日発売[4]、ISBN 978-4-04-107355-1
  4. 2019年7月26日発売[5]、ISBN 978-4-04-108475-5
  5. 2020年2月26日発売[6]、ISBN 978-4-04-108477-9
  6. 2021年1月26日発売[7][8]、ISBN 978-4-04-110820-8 / ISBN 978-4-04-110819-2（特装版）
  7. 2021年10月8日発売[9]、ISBN 978-4-04-111679-1
  8. 2022年8月26日発売[10][11]、ISBN 978-4-04-112515-1 / ISBN 978-4-04-112516-8（特装版）
  9. 2023年11月25日発売[12][13]、ISBN 978-4-04-113252-4 / ISBN 978-4-04-114134-2（特装版）
  10. 2024年8月26日発売[14]、ISBN 978-4-04-115223-2
  11. 2025年3月25日発売[15][16]、ISBN 978-4-04-115426-7 / ISBN 978-4-04-115427-4（特装版）

## アニメ
2017年12月31日『Fate Project 大晦日 TV スペシャル 2017』内にて、第1話が放送された。第2話以降はネットライブ配信サイトAbemaTVにて2018年2月1日21時より2019年1月1日21時まで毎月1日に1話ずつ公開。また、その他の配信サイトでも週遅れとなる8日以降に公開している。放送形態はいわゆるWebアニメの形を取り、1話あたり約12分の短編アニメーションとなる。全13話。略称は『衛宮ごはん』。

### 製作
アニメーション制作はufotable。監督は『Fate/stay night ［Unlimited Blade Works］』にて監督を務めた三浦貴博と、同作で作画監督を務め本作が初監督となる佐藤哲人が務める。
本作はufotable代表取締役社長の近藤光による持ち込み企画である。2017年1月、原作1巻の発売記念としてufotableが運営する「ufotable Cafe」各店舗にてコラボカフェを実施した際に、親子連れもいるなど店内の雰囲気が非常によかったことから、この様子を見た近藤が、本作のアニメ化をアニプレックスに提案したことで企画が始動した。
シナリオはufotableが制作しており、アニメオリジナル展開はTAaが監修している。また、『Fate/stay night』原作者の奈須きのこも本作のシナリオや絵コンテの監修に参加している。
アニメーション制作はufotable徳島スタジオを中心とし、ufotableの若手スタッフをこれまでの主要スタッフがサポートする形の制作体制をとっている。作画は原作の料理監修を務める只野まことが用意した資料や、徳島スタジオと同じビル内にある『ufotable Cafe』で実際に料理をしている様子を録画した映像などを参考にして制作されている。なお、アニメ本編公開後にYouTubeにて『3分で分かる！衛宮さんちの今日のごはん』と題した只野まことによる調理動画の公開も行っている。
音楽は、映像に合わせて音楽を制作するフィルムスコアリング方式が採用されている。音響面では、只野のレシピに合わせて音響効果の川田清貴が自ら調理を行い、そこで録音した音をベースに演出に合わせて加工したものを使用している。
先行放送された第1話は原作の第20話を漫画配信に先行してアニメ化したもので、原作者のTAaのネームをもとに制作。同エピソードの原作版は2018年2月6日に配信された。
第11話『特製ふわとろオムライス』は、原作には無いアニメオリジナル回となる。これは、ufotable側が大きな山場を後半に作りたいと相談したことにより実現した。原作者のTAaも、ufotable作品のファンだったこともあり快く快諾した。大まかな原案と料理の選定はTAa、料理監修は只野が担当。TAaの原案をこの回の共同脚本・絵コンテを務めた監督の三浦を中心にufotableがシナリオや新規衣装設定などを制作した。また、物語の舞台として『ufotable cafe大阪＆マチ★アソビ cafe大阪』が協力している。

### 放送形態
本作はネットライブ配信サイトAbemaTVにて先行配信する形で毎月1話ずつ配信し、インターネット動画プラットフォームのみで地上波放送を行わないという放映方式を採用している。地上波にて毎週1話ずつ放送することがスタンダードになっている現在のアニメ作品の中では珍しい形態となっているが、これは企画立案の近藤から「みんなでのんびりと楽しめる息の長い作品にしたい」という提案をもとにアニプレックス側が提案した。本作は月1回、僅か12分程度の作品であるが、AbemaTV内の2018年年間アニメランキングで3位となり、Blu-ray・DVDの売上も好調となった。しかし、この形式は非常に強いブランド力がある『Fateシリーズ』のような作品だからこそ上手くいった形式であり、オリジナル作品などでは難しい形式でもあるとアニプレックス側、Abema側の担当者は語っている。
配信サイトは、数ある動画配信プラットフォームの中で宣伝力があり、SNSを使った宣伝にも力を入れているAbemaTVが選ばれた。AbemaTV側も、ufotableなら原作を素晴らしく映像化してくれると考え今回の配信形式の提案を受け入れた。
2020年6月に2週間限定で傑作選としてテレビ放送することが決定した。

### イベント
2019年6月30日、ヒューリックホール東京にて『衛宮さんちの今日の晩餐会』が開催。主要キャスト陣や主題歌アーティストが登壇し、アニメの振り返りトークやライブ、朗読劇が行われた。朗読劇では、原作より映像化されていない物語から3本が朗読劇として披露されたほか、TAa原案、ufotable脚本によるオリジナルストーリーの朗読劇も披露された。

### スタッフ
- 原作 - TAa/TYPE-MOON（KADOKAWAヤングエースUP連載）
- キャラクター原案 - TAa
- 料理監修 - 只野まこと
- 監督 - 三浦貴博、佐藤哲人
- キャラクターデザイン・総作画監督 - 内村瞳子
- 色彩設計 - 大前裕子、牛尾友里恵
- 美術監督 - 海老沢一男
- 撮影監督 - 吉川冴
- 3D監督 - 鉄砲塚大樹
- 編集 - 神野学
- 音楽 - 椎名豪
- 音楽製作 - アニプレックス
- 制作プロデューサー・音響監督 - 近藤光
- プロデューサー - 黒﨑静佳、竹内友崇、近藤光
- 脚本制作・構成・アニメーション制作 - ufotable
- 製作 - 「衛宮さんちの今日のごはん」製作委員会（アニプレックス、KADOKAWA、ノーツ、ufotable）

### 主題歌
「エプロンボーイ」
DJみそしるとMCごはんの作詞・作曲・編曲・歌によるオープニングテーマ。
「コラージュ」
三月のパンタシアによるエンディングテーマ。作詞・作曲・編曲はすこっぷ。

### 各話リスト
| 話数   | サブタイトル                       | 脚本                   | 絵コンテ          | 演出     | 作画監督                     | 料理作画監督 |
| ------ | ---------------------------------- | ---------------------- | ----------------- | -------- | ---------------------------- | ------------ |
| 第1話  | 年越しそば                         | 近藤光 高中優          | 三浦貴博 佐藤哲人 | 佐藤哲人 | 内村瞳子、茂木貴之（商店街） | -            |
| 第2話  | 鮭ときのこのバターホイル焼き       | 近藤光 高中優          | 三浦貴博 佐藤哲人 | 佐藤哲人 | 内村瞳子、鬼澤佳代、秋山幸児 | -            |
| 第3話  | 春のちらし寿司                     | 近藤光 高中優          | 竹内將            | 竹内將   | 内村瞳子、田中敦士、永森雅人 | -            |
| 第4話  | 春野菜とベーコンのサンドイッチ     | 近藤光 高中優          | 栖原隆史          | 栖原隆史 | 茂木貴之                     | 永森雅人     |
| 第5話  | たけのこグラタン                   | 近藤光 高中優          | 恒松圭            | 恒松圭   | 竹内由香里                   | 浦田かおり   |
| 第6話  | はじめてのハンバーグ               | 近藤光 高中優          | 三浦貴博 佐藤哲人 | 佐藤哲人 | 田中敦士                     | 永森雅人     |
| 第7話  | さらりと頂く冷やし茶漬け           | 近藤光 高中優          | 白井俊行          | 白井俊行 | 茂木貴之                     | 浦田かおり   |
| 第8話  | 遠坂さんの五目炒飯                 | 近藤光 高中優          | 野中卓也 三浦貴博 | 永森雅人 | 緒方美枝子、田中敦士         | 永森雅人     |
| 第9話  | 秋の味覚-キャスター和食修行編-     | 近藤光 高中優          | 竹内將            | 小笠原篤 | 田中敦士、緒方美枝子         | 浦田かおり   |
| 第10話 | 冷めても美味しいからあげ           | 近藤光 高中優          | 栖原隆史          | 栖原隆史 | 佐藤哲人、藤原将吾           | 浦田かおり   |
| 第11話 | 特製ふわとろオムライス             | 近藤光 高中優 三浦貴博 | 三浦貴博          | 塩島由佳 | 内村瞳子、藤原将吾           | 永森雅人     |
| 第12話 | フライパンだけで作るローストビーフ | 近藤光 高中優          | 白井俊行          | 長原圭太 | 浜友里恵、緒方美枝子         | 浦田かおり   |
| 第13話 | あったか寄せ鍋                     | 近藤光 高中優 三浦貴博 | 三浦貴博 永森雅人 | 永森雅人 | 内村瞳子                     | 浦田かおり   |

### 放送局
| 配信期間                    | 配信時間              | 配信サイト                                                                  | 備考                 |
| --------------------------- | --------------------- | --------------------------------------------------------------------------- | -------------------- |
| 2018年2月1日 - 2019年1月1日 | 毎月1日 21:00 - 21:15 | AbemaTV                                                                     | 第1話は1月25日に配信 |
| 2018年2月8日 -              | 毎月8日 12:00 更新    | dアニメストア ニコニコチャンネル GYAO! アニメ放題 U-NEXT バンダイチャンネル | 第1話は2月1日に配信  |
|                             | 毎月8日 22:00 - 22:15 | ニコニコ生放送                                                              | 第1話は2月1日に配信  |
| 2018年2月9日 -              | 毎月9日               | ビデオパス Hulu J:COMオンデマンド                                           |                      |

### BD / DVD
| 巻 | 発売日        | 収録話          | 規格品番     | 規格品番     |
| 巻 | 発売日        | 収録話          | BD限定版     | DVD限定版    |
| -- | ------------- | --------------- | ------------ | ------------ |
| 1  | 2018年6月6日  | 第1話 - 第3話   | ANZX-12371   | ANZB-12371   |
| 2  | 2018年9月5日  | 第4話 - 第6話   | ANZX-12372   | ANZB-12372   |
| 3  | 2018年12月5日 | 第7話 - 第9話   | ANZX-12373   | ANZB-12373   |
| 4  | 2019年4月3日  | 第10話 - 第13話 | ANZX-12374/5 | ANZB-12374/5 |

## ゲーム
『毎日♪ 衛宮さんちの今日のごはん』は、アニプレックスより2021年4月28日に発売されたNintendo Switch専用ダウンロードソフト。ジャンルは台所アドベンチャー。公式の略称は『毎日衛宮ごはん』。当初は2020年5月に発売が予定されていたが、新型コロナウイルス感染症の影響により、開発に遅れが出たことから発売延期となっていた。
料理を作る形式のミニゲーム主体の内容となっており、プレイを重ねることに応じて衣装やフォトアートが解放されていく。